# Hudovljani
Hudovljani falu Horvátországban Kapronca-Kőrös megyében. Közigazgatásilag Sokolovachoz tartozik.

## Fekvése
Kaproncától 11 km-re délre, községközpontjától 9 km-re délkeletre a Bilo-hegységben fekszik.

## Története
1857-ben 202, 1910-ben 262 lakosa volt. Trianonig Belovár-Kőrös vármegye Kaproncai járásához tartozott. 2001-ben a falunak 150 lakosa volt.

## Külső hivatkozások
Sokolovac község hivatalos oldala